# تجاوز إكسون
في البيولوجيا الجزيئية، يعد تخطي الإكسون أحد أشك الربط الحمض النووي الريبي المستخدم في جعل الخلايا "تتخطى" الأقسام المعيبة أو المنحرفة (الإكسوانات) من الشفرة الوراثية، مما يؤدي إلى اقتطاع البروتين ولكن لا يزال وظيفيا على الرغم من الطفرة الجينية.

## آلية
يستخدم تخطي إكسون لاستعادة إطار القراءة داخل الجين. الجينات هي التعليمات الوراثية لتكوين البروتين، وتتكون من إنترونات وإكسونات. الإكسونات هي أقسام الحمض النووي التي تحتوي على تعليمات لتوليد البروتين؛ تتخللها مناطق غير مشفرة تسمى إنترونات. تتم إزالة الإنترونات لاحقًا قبل تصنيع البروتين، تاركًا مناطق إكسون المشفرة فقط.
يحدث التضفير بشكل طبيعي في pre-mRNA عندما تتم إزالة الإنترونات لتكوين mRNA الناضج الذي يتكون فقط من إكسونات. ابتداءً من أواخر التسعينيات،أدرك العلماء أنهم يستطيعون الاستفادة من هذا الربط الخلوي الذي يحدث بشكل طبيعي للتقليل من شأن الطفرات الجينية إلى طفرات أقل ضررا.
الآلية وراء تخطي إكسون هي قليل النوكليوتيد المضاد للطفرة (AON).ان قليل النوكليوتيد المضاد للحس هو بوليمر حمض نووي قصير مركب،عادة ما يكون طوله خمسين زوجا أساسيا أو أقل من شأنه أن يرتبط بموقع الطفرة في الحمض النووي الريبي قبل المرسال ، للحث على تخطي إكسون يرتبط AON بـالإكسون المتحول، بحيث عندما يُترجم الجين بعد ذلك من mRNA الناضج، يتم "تخطيه"، وبالتالي استعادة إطار القراءة المعطل.يسمح هذا بتوليد بروتين محذوف داخليًا ولكنه وظيفي إلى حد كبير.
تتطلب بعض الطفرات تخطي إكسون في مواقع متعددة،وأحيانا مجاورة لبعضها البعض، من أجل استعادة إطار القراءة.تم تنفيذ تخطي إكسون متعدد بنجاح باستخدام مجموعة من المحاور التي تستهدف إكسون متعددة.

## كعلاج للحثل العضلي الدوشيني
ويجري بحث إكسون تخطي بشكل كبير لعلاج ضمور العضلات دوشين (DMD)، حيث يتم اقتطاع ديستروفين البروتين العضلي قبل الأوان، الأمر الذي يؤدي إلى بروتين غير فعال.يمكن أن يؤدي العلاج الناجح عن طريق تخطي إكسون إلى بروتين ديستروفين وظيفي في الغالب،ويخلق نمطا ظاهريا مشابها لحثل بيكر العضلي الأقل حدة (كثافة المعادن بالعظام).
في حالة الحثل العضلي الدوشيني ، فإن البروتين الذي يتعرض للخطر هو الديستروفين. يحتوي بروتين الديستروفين على مجالين وظيفيين أساسيين يحيطان بمجال قضيب مركزي يتكون من مقاطع متكررة ويمكن الاستغناء عنها جزئيا. تتمثل وظيفة الديستروفين في الحفاظ على استقرار ألياف العضلات أثناء الانقباض عن طريق ربط المصفوفة الخلوية الإضافية بالهيكل الخلوي. الطفرات التي تعطل إطار القراءة المفتوح داخل الديستروفين تخلق بروتينات مقطوعة قبل الأوان غير قادرة على أداء وظيفتها. تؤدي مثل هذه الطفرات إلى تلف ألياف العضلات ، واستبدال الأنسجة العضلية بالدهون والأنسجة الليفية ، والوفاة المبكرة التي تحدث عادة في أوائل العشرينات من مرضى اضطراب نقص المناعة البشرية. وبالمقارنة ، فإن الطفرات التي لا تزعج إطار القراءة المفتوح ، تؤدي إلى بروتين ديستروفين يتم حذفه داخليا وأقصر من المعتاد ، ولكنه لا يزال يعمل جزئيا. ترتبط هذه الطفرات بحثل بيكر العضلي الأكثر اعتدالا. تم وصف مرضى كثافة المعادن بالعظام المتأثرين بشكل معتدل الذين يحملون عمليات حذف تشمل أكثر من ثلثي مجال القضيب المركزي ، مما يشير إلى أن هذا المجال يمكن الاستغناء عنه إلى حد كبير.
يمكن أن يحافظ الديستروفين على درجة كبيرة من الوظائف طالما أن المجالات الطرفية الأساسية لا تتأثر ، ولا يحدث تخطي الإكسون إلا داخل مجال القضيب المركزي. وبالنظر إلى هذه المعلمات ، إكسون تخطي يمكن استخدامها لاستعادة إطار القراءة المفتوحة عن طريق إحداث حذف واحد أو عدة إكسونس داخل المجال قضيب المركزي ، وبالتالي تحويل النمط الظاهري دمد إلى النمط الظاهري بمد.
الطفرة الجينية التي تؤدي إلى ضمور بيكر العضلي هي حذف داخل الإطار. هذا يعني أنه من أصل 79 إكسونات هذا الرمز للديستروفين ، يمكن إزالة واحد أو عدة في المنتصف ، دون التأثير على الإكسونات التي تتبع الحذف. وهذا يسمح لبروتين ديستروفين أقصر من المعتاد الذي يحافظ على درجة من الأداء الوظيفي. في الحثل العضلي الدوشيني ، تكون الطفرة الجينية خارج الإطار. تسبب الطفرات خارج الإطار توقفا مبكرا في توليد البروتين - الريبوسوم غير قادر على "قراءة" الحمض النووي الريبي بعد نقطة الخطأ الأولي-مما يؤدي إلى بروتين ديستروفين قصير للغاية وغير وظيفي تماما.
الهدف من تخطي إكسون هو التلاعب بنمط الربط بحيث تصبح الطفرة خارج الإطار طفرة داخل الإطار ، وبالتالي تغيير طفرة دمد شديدة إلى طفرة كثافة المعادن بالعظام أقل ضررا في الإطار.
تمت الموافقة على عقار واحد لتخطي إكسون في عام 2016 ، من قبل إدارة الغذاء والدواء الأمريكية: إتيبليرسن (إكسونديس 51) ، وهو أوليغو مورفولينو من علاجات ساريبتا التي تستهدف إكسون 51 من ديستروفين الإنسان. آخر إكسون-تخطي مورفولينو ، جولوديرسن (فيونديس 53) (استهداف ديستروفين إكسون 53) ، تمت الموافقة عليه في الولايات المتحدة في ديسمبر 2019. تمت الموافقة على أوليغنوكليوتيد ثالث مضاد للحساسية ، من السابع إلى لارسن (فيلتيبسو) ، يستهدف ديستروفين إكسون 53 للاستخدام الطبي في الولايات المتحدة في أغسطس 2020.
| دواء        | إكسون | شركة        | موافقة UD FDA |
| ----------- | ----- | ----------- | ------------- |
| إتيبليرسن   | 51    | Sarepta     | سبتمبر 2016   |
| جولوديرسن   | 53    | Sarepta     | ديسمبر 2019   |
| فيلتولارسين | 53    | ان اس فارما | أغسطس 2020    |
| كاسيمرسون   | 45    | Sarepta     | مارس 2021     |

يمكن استخدام الاختبارات الجينية، عادةً من عينات الدم، لتحديد الطبيعة الدقيقة وموقع طفرة DMD في جين الديستروفين. من المعروف أن هذه الطفرات تتجمع في مناطق تعرف باسم مناطق "النقاط الساخنة"- بشكل أساسي في exons 45-53 وبدرجة أقل في الإكسوانات 2-20. نظرًا لأن غالبية طفرات DMD تحدث في مناطق "النقاط الساخنة" هذه، يمكن استخدام العلاج الذي يتسبب في تخطي هذه الإكسوانات لعلاج ما يصل إلى 50٪ من مرضى DMD.